# Metalacurbs
Metalacurbs is een geslacht van hooiwagens uit de familie Biantidae.
De wetenschappelijke naam Metalacurbs is voor het eerst geldig gepubliceerd door Roewer in 1914. 

## Soorten
Metalacurbs omvat de volgende 4 soorten:
- Metalacurbs cornipes
- Metalacurbs oedipus
- Metalacurbs simoni
- Metalacurbs villiersi